# Oud-Zuilen
Pour les articles homonymes, voir Zuilen.
Oud-Zuilen est un village situé dans la commune néerlandaise de Stichtse Vecht, dans la province d'Utrecht. Le 1er janvier 2001, le village comptait 224 habitants.
Le Château de Zuylen se trouve à Oud-Zuilen où Isabelle de Charrière a vécu jusqu'à sa trente et unième année.

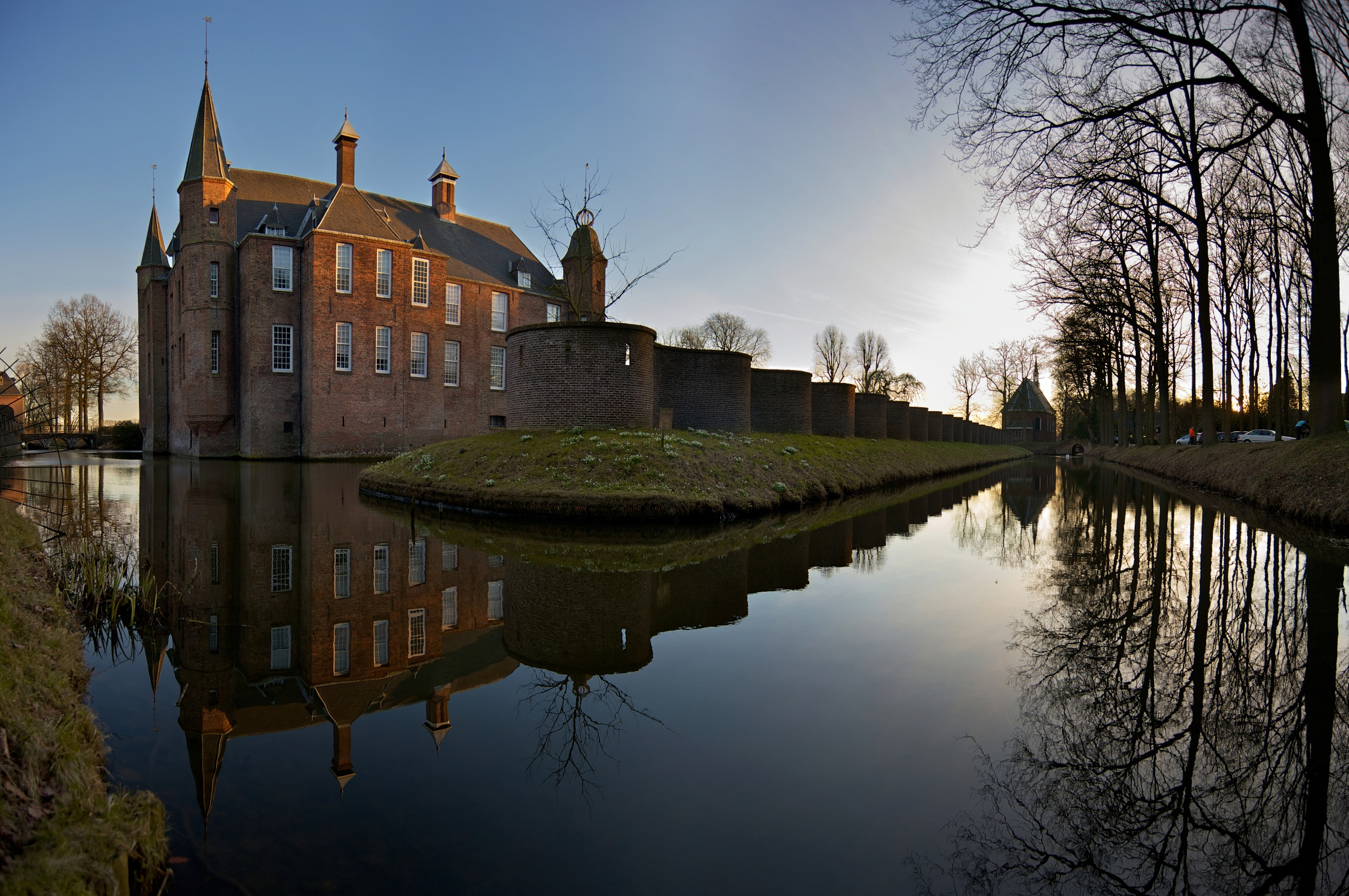
Château de Zuylen

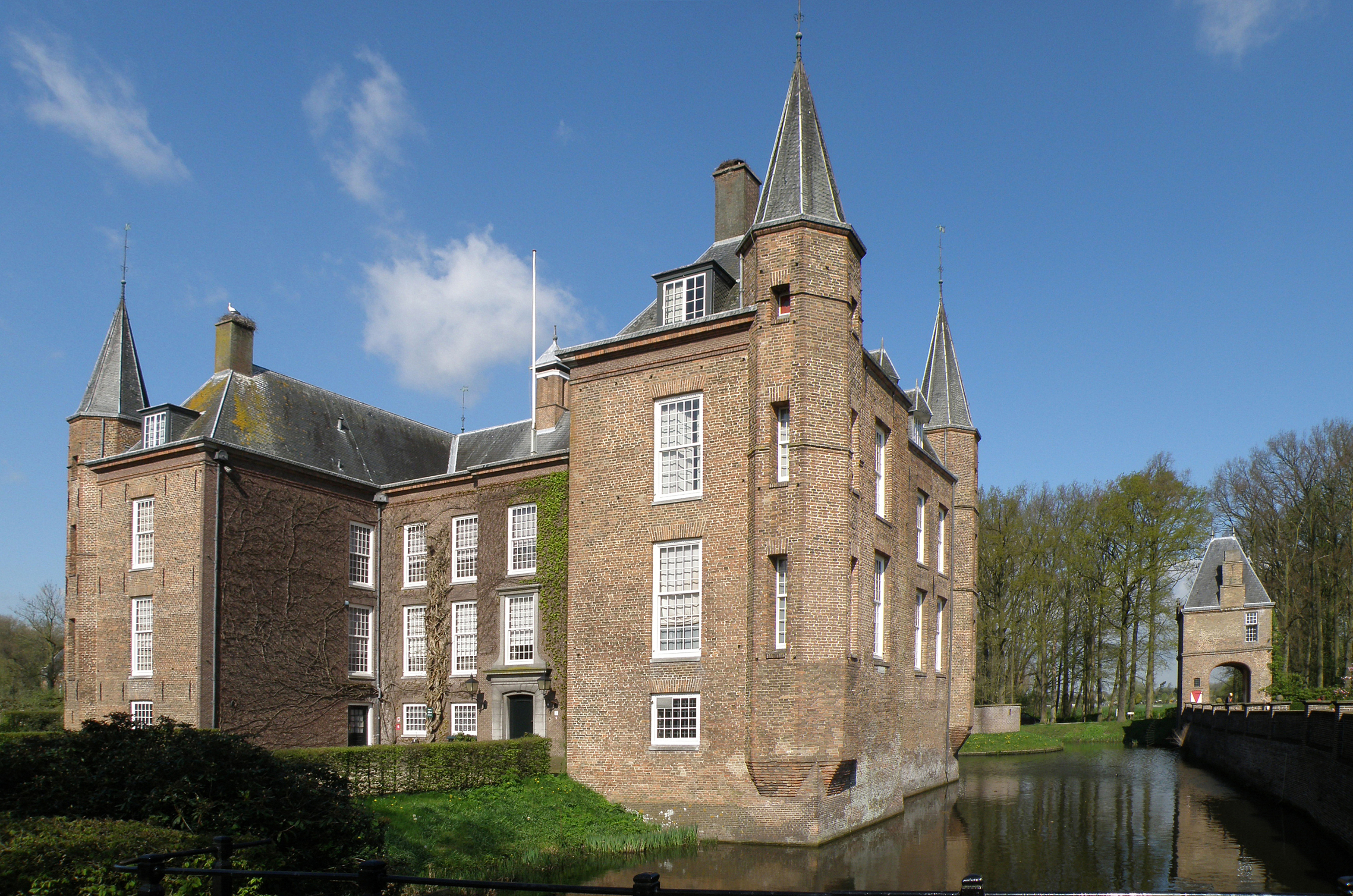
Entrée de Château de Zuylen